# Langres (kaas)
De langres is een Franse kaas afkomstig uit de plaats met dezelfde naam (Langres), in de regio Grand Est.
De kaas is al lange tijd bekend in de streek, al in de boeken van de 18e eeuw (van de dominicaner abdij in Langres) wordt de kaas vermeld.
De kaas heeft sinds 1991 het AOC-keurmerk: Langres AOC. De kaas mag alleen gemaakt worden van melk die uit de drie departementen Côte-d'Or, Haute-Marne en Vogezen komt. De kaas is duidelijk familie van de époisses, de maroilles en de munster
De langres is een gewassenkorstkaas gemaakt van volle koemelk. De kaas heeft een gladde, vochtige, wat kleverige korst, een romige, gladde kaasmassa, een sterke smaak en een penetrante geur. De kaas smaakt sterk, maar niet zo sterk als de époisses. Doordat de kaas met orleaan gekleurd wordt, krijgt de korst een oranje tot soms zelfs steenrode kleur. Voorheen werd de kaas gemaakt van melk die nog warm was direct na het melken van de koeien.
De kaas rijpt na het kaasmaken zelf in vochtige kelders in minimaal 15 dagen-3 weken. Maar een langere rijping tot 3 maanden is ook mogelijk (met als resultaat een sterker smakende en geurende kaas). Gedurende de rijping wordt de kaas meermalen gewassen. Doordat de kaas gedurende de rijping niet gekeerd wordt, ontstaat een ingezakte binnenkant, met opstaande randen.
De ingezakte bovenkant, de “fontaine” wordt door de Franse kenner gevuld met Marc de Bourgogne, die er even in moet trekken voordat de kaas gegeten moet worden.